# Temple d'Isis (Délos)
Pour les articles homonymes, voir Liste des temples d'Isis.
Le temple d'Isis est un ancien temple dédié à Isis sur l'île de Délos en Grèce.

## Description
Ses ruines font partie du site archéologique de Délos, classé au patrimoine mondial de l'UNESCO. Plus précisément, le site fait partie de la vaste zone de sanctuaire de culte égyptien connue sous le nom de Sarapieion C (es), située sur le versant ouest du mont Kynthos.

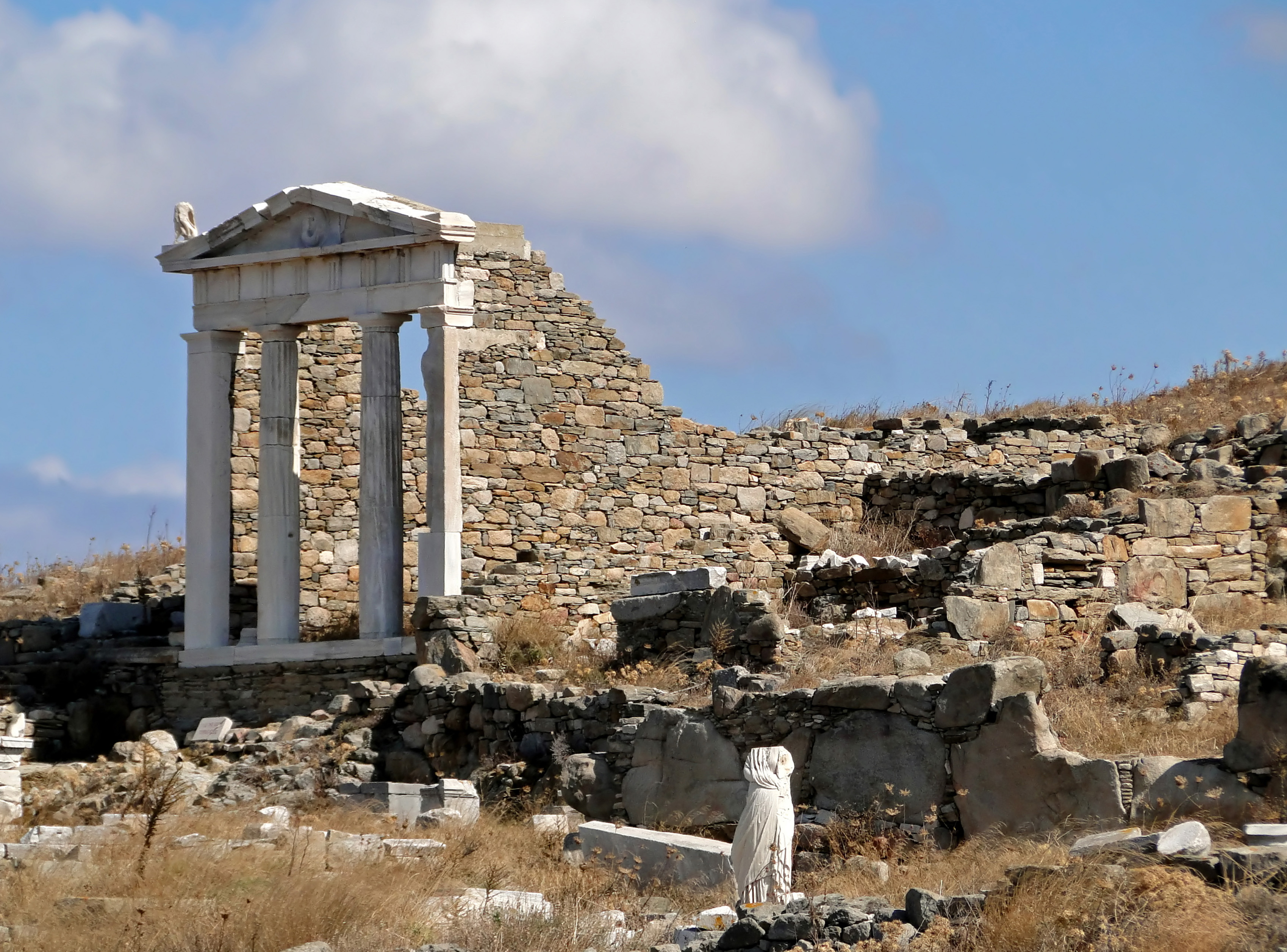
Ruines du temple d'Isis.

Le temple d'Isis a été construit pendant la période hellénistique, vers 166-88 av. J.-C. À cette époque, des sanctuaires pour des cultes importés de l'étranger, comme d'Égypte, commencèrent à être construits à Délos. Le temple était situé à l'est du théâtre de Délos, à l'extrémité est de la zone du Sérapéion C. Immédiatement au nord se trouvait le temple des dieux égyptiens, achevé à peu près à la même époque,,.
Le temple, de style dorique, mesurait environ 12 mètres de long pour 5,1 mètres de large. Il comprenait un pronaos précédé de deux colonnes en façade, ainsi qu’un naos (ou cella) orienté vers l’ouest, qui abritait une imposante statue cultuelle d’Isis. Une porte située sur la façade nord permettait d’accéder au sanctuaire dédié aux divinités égyptiennes. À l’avant du bâtiment, du côté ouest, se trouvait un autel. La façade a fait l’objet d’une restauration, et les fragments de la statue d’Isis ont été replacés dans le naos,.